# Dozmat
Dozmat (chorvatsky Duzmat) je obec v Maďarsku v župě Vas, spadající pod okres Szombathely. Nachází se asi 9 km západně od Szombathely a 232 km jihozápadně od Budapešti. V roce 2015 zde žilo 231 obyvatel.
První písemná zmínka o obci pochází z roku 1238. Podle obce je pojmenována stejnojmenná vodní nádrž na potoku Arany-patak. Nachází se zde kostel svatého Jiří.

## Sousední obce
| Růžice kompasu | Bucsu       |        |        | Růžice kompasu |
| Růžice kompasu | Narda       | Sever  | Torony | Růžice kompasu |
| Růžice kompasu | Narda       | Dozmat | Torony | Růžice kompasu |
| Růžice kompasu | Narda       | Jih    | Torony | Růžice kompasu |
| Růžice kompasu | Felsőcsatár |        | Nárai  | Růžice kompasu |